# كولينز فاي
كولينز نجوران فاي (بالفرنسية: Collins Fai)‏ (مواليد 13 أغسطس 1992 في باميندا، الكاميرون) هو لاعب كرة قدم كاميروني محترف، لعب سابقاً لنادي الطائي السعودي ومنتخب الكاميرون.

## ألقاب

### يونيون دوالا
- الدوري الكاميروني الممتاز: 2011–2012[1]

### ستاندارد لييج
- كأس بلجيكا: 2015–16

## روابط خارجية
- كولينز فاي على موقع الاتحاد الدولي (مؤرشف)  (الإنجليزية)
- كولينز فاي على موقع إي إس بي إن إف سي (الإنجليزية)
- كولينز فاي على موقع قاعدة بيانات كرة القدم.إي يو (الإنجليزية)
- كولينز فاي على موقع ليكيب (الفرنسية)
- كولينز فاي على موقع ناشيونال فوتبول تيمز (الإنجليزية)
- كولينز فاي على موقع Soccerbase.com (لاعب) (الإنجليزية)
- كولينز فاي على موقع Soccerway.com (الإنجليزية)
- كولينز فاي على موقع عالم كرة القدم.نت (الإنجليزية)
- كولينز فاي على موقع AS.com (الإسبانية)